# Франтішек Юнек
Франтішек Юнек (чеськ. František Junek, 17 січня 1907, Карлін, Прага — 17 березня 1970) — чехословацький футболіст, що грав на позиції правого крайнього нападника.
Виступав, зокрема, за клуб «Славія», а також національну збірну Чехословаччини.
Шестиразовий чемпіон Чехословаччини.

## Клубна кар'єра
Народився 17 січня 1907 року в місті Прага в районі Карлін. Вихованець футбольної школи клубу «Чехія Карлін», у основній команді якого дебютував 1925 року.
Своєю грою за цю команду привернув увагу представників тренерського штабу клубу «Славія», до складу якого приєднався 1928 року. Відіграв за празьку команду наступні сім сезонів своєї ігрової кар'єри. Всього за «Славію» зіграв 309 матчів і забив 162 голи.
Завершив професійну ігрову кар'єру у клубі «Кладно», за команду якого виступав протягом 1935—1938 років.
Помер 17 березня 1970 року на 64-му році життя.

## Виступи за збірну
1929 року дебютував в офіційних матчах у складі національної збірної Чехословаччини. Протягом кар'єри у національній команді, яка тривала 6 років, провів у формі головної команди країни 32 матчі, забивши 7 голів.
У складі збірної був учасником чемпіонату світу 1934 року в Італії, де разом з командою здобув «срібло».

## Титули і досягнення
- Чемпіон Чехословаччини (6):

«Славія»: 1929, 1930, 1931, 1933, 1934, 1935
- Володар Середньочеського кубка (2):

«Славія»: 1928, 1932
- Фіналіст Кубка Мітропи (1):

«Славія»: 1929
- Фіналіст Кубка Націй (1):

«Славія»: 1930
- Срібний призер чемпіонату світу (1):

Чехословаччина: 1934